# КС Петрокуб
„Петрокуб“ (на молдовски: Petrocub Hîncești) е молдовски футболен клуб от село Сарата-Галбене, домакиниските си мачове играе в град Хънчещи. От 2015 г. отборът участва в Националната дивизия на Молдова на Молдова. През сезон 2023/24 Петрокуб става шампион на Молдова.

## История
Клубът е основан през 1994 година под названието „Петрокуб-Кондор“. От сезон 1995/96 участва в Дивизия „A“, през сезон 2000/01 заема третото място в Дивизия „A“, което му позволява да играе за пръв път в Националната дивизия на Молдова. Преди началото на сезон 2001/02 клубът се мести в Хънчещи, и заема петото място. През сезон 2002/03 отборът е изваден от висшата дивизия и резултатите му биват анулирани.
През сезон 2014/15 „Петрокуб“ заема второто място в Дивизия „А“, и отново влиза в Националната дивизия на Молдова.
През сезон 2017 отборът става бронзов медалист и получава правото да играе в Лига Европа.

## Предишни имена
| Години | Име                |
| ------ | ------------------ |
| 1994   | „Петрокуб-Кондор“  |
| 1995   | „Спикул“           |
| 1998   | „Петрокуб-Спикул“  |
| 2000   | „Петрокуб-Кондор“  |
| 2001   | „Хънчещи“          |
| 2005   | „Петрокуб“         |
| 2013   | „Рапид-2 Петрокуб“ |
| 2014   | „Петрокуб“         |

## Успехи
- Национална дивизия на Молдова:
  -  Шампион (1): 2023/24
  -  Второ място (3): 2020/21, 2021/22, 2022/23
  -  Бронзов медал (1): 2017
- Купа на Молдова:
  -  Носител (1): 2023/24
- Дивизиона „Б“ (Юг): (3 ниво)
  -  Победител (2): 2004/05, 2013/14
- Регионална купа на Хинчещи:
  -  Носител (1): 2013[4]

## Участия в евротурнирите
| Сезон   | Турнир                | Кръг               | Съперник        | страна            | Домакин | Гост | Общ резултат |  |
| ------- | --------------------- | ------------------ | --------------- | ----------------- | ------- | ---- | ------------ |  |
| 2018/19 | Лига Европа           | Първи квалиф. кръг | Осиек           | Хърватия          | 1-1     | 1-2  | 2-3          |  |
| 2019/20 | Лига Европа           | Първи квалиф.кръг  | АЕК Ларнака     | Кипър             | 0-1     | 0-1  | 0-2          |  |
| 2020/21 | Лига Европа           | Първи квалиф.кръг  | ТСЦ             | Сърбия            | 0-2     | -    | -            |  |
| 2021/22 | Лига на Конференциите | Първи квалиф.кръг  | Силекс Кратово  | Северна Македония | 1-0     | 1-1  | 2-1          |  |
| 2021/22 | Лига на Конференциите | Втори квалиф.кръг  | Сивасспор       | Турция            | 0-1     | 0-1  | 0-2          |  |
| 2022/23 | Лига на конференциите | Първи квалиф.кръг  | Флориана        | Малта             | 1-0     | 0-0  | 1-0          |  |
| 2022/23 | Лига на конференциите | Втори квалиф.кръг  | Лачи            | Албания           | 0-0     | 4-1  | 4-1          |  |
| 2022/23 | Лига на конференциите | Трети квалиф. кръг | ФК Фехервар     | Унгария           | 1-2     | 0-5  | 1-7          |  |
| 2023/24 | Лига на конференциите | Втори квалиф.кръг  | Макаби Тел Авив | Израел            | 0-2     | 0-3  | 0-5          |  |